# Cimetière ancien de Noisy-le-Grand
Le cimetière ancien de Noisy-le-Grand, dit aussi cimetière Saint-Sulpice, est un des deux cimetières de la commune de Noisy-le-Grand en Seine-Saint-Denis. Il est situé rue de l'Église.

## Historique
Autant que la recherche archéologique a pu remonter dans le temps, ce qui tenait lieu de cimetière paroissial était la nécropole située rue des Mastraits. Y ont été mises à jour des centaines de sépultures datant du haut Moyen Âge, entre le VIe et le XIe siècle, allant de sarcophages mérovingiens à de simples inhumations carolingiennes.
En revanche, le lieu de culte situé à l'emplacement de l'église Saint-Sulpice n'était probablement qu'une chapelle privée.
Tout change lorsqu'en 1060, le roi Henri Ier et son fils, le futur Philippe Ier, signent une charte en faveur de cette église et pour administrer ce domaine un receveur fermier général est nommé.
En 1089, Geoffroy de Boulogne, évêque de Paris, fait don à l’abbaye de Saint-Martin-des-Champs de l’autel de Noisy et de sa terre. L’église acquiert le statut paroissial, son cimetière se développe et la nécropole des Mastraits est abandonnée.
Le décret impérial sur les sépultures promulgué en 1804 a imposé que les tombes soient déplacées extra-muros. Toutefois, les églises rurales ont bien souvent échappé à cette réglementation, et le cimetière est resté inchangé.
En 2002, des fouilles archéologiques sont menées en vue de l'extension du cimetière avec l'ajout de quatre-cent-cinquante nouvelles concessions et la construction d'un colombarium. Les travaux proprement dits sont entamés en 2007.

## Description

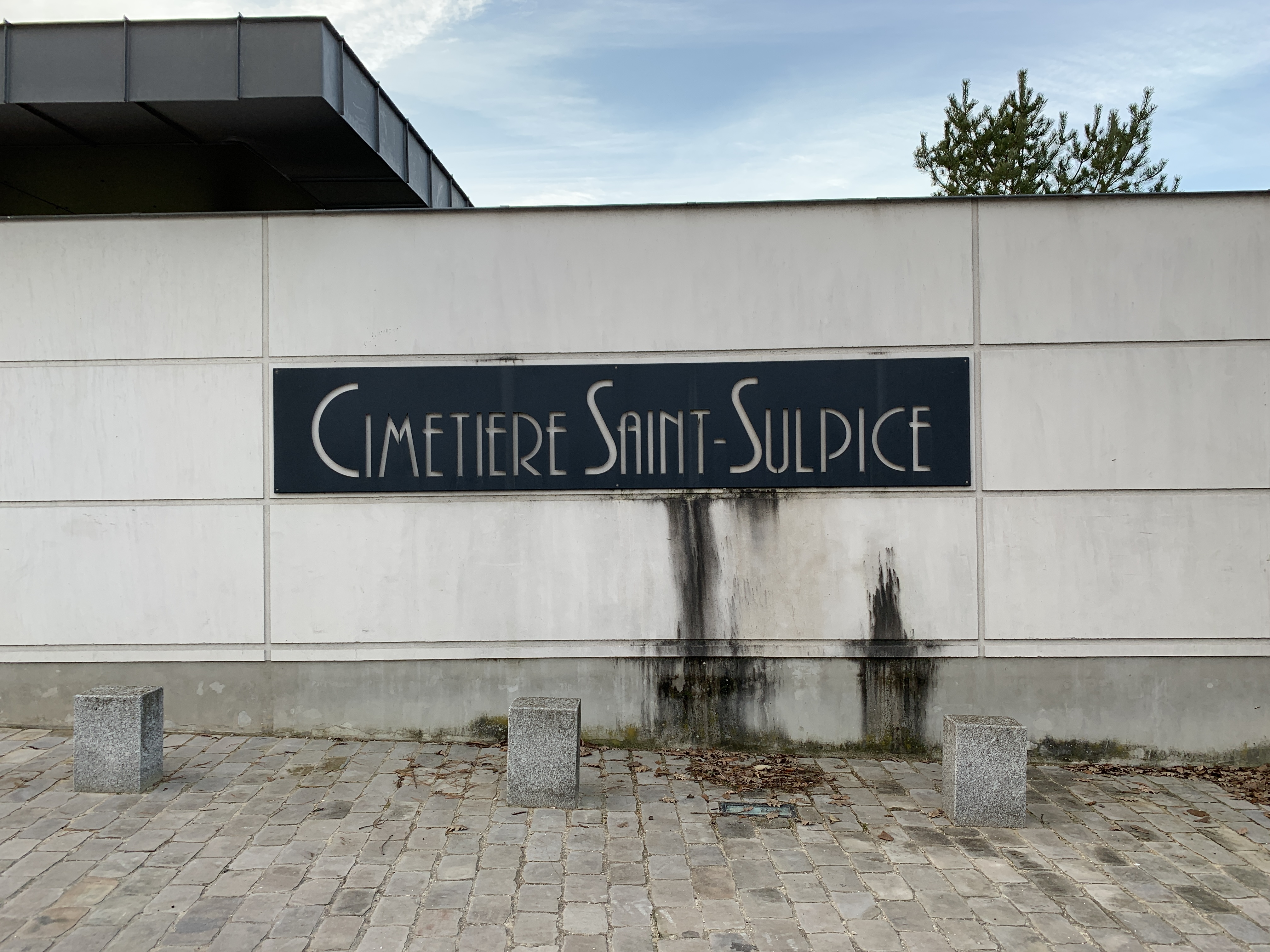
"Cimetière Saint-Sulpice"
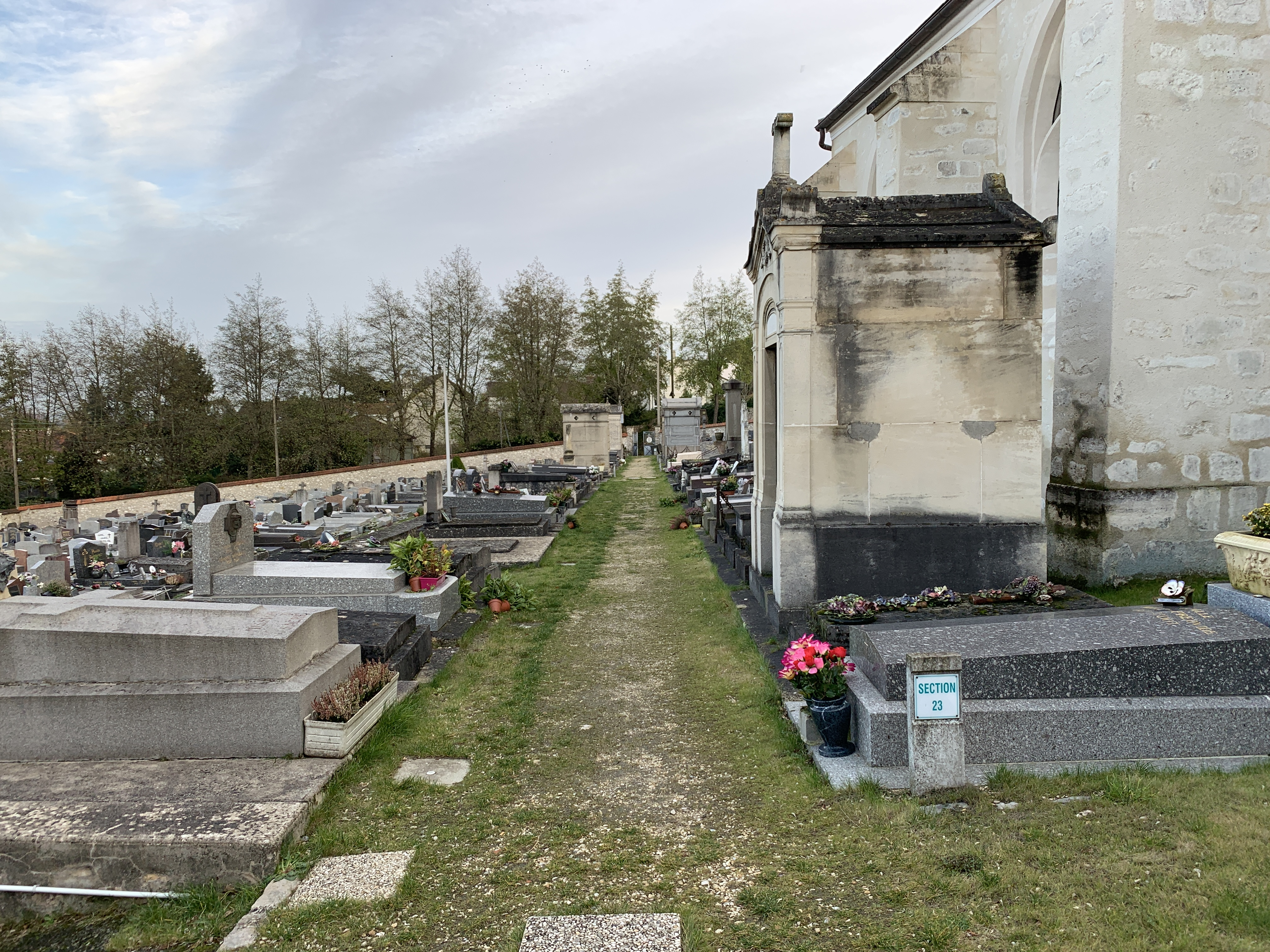
Le long de l'église
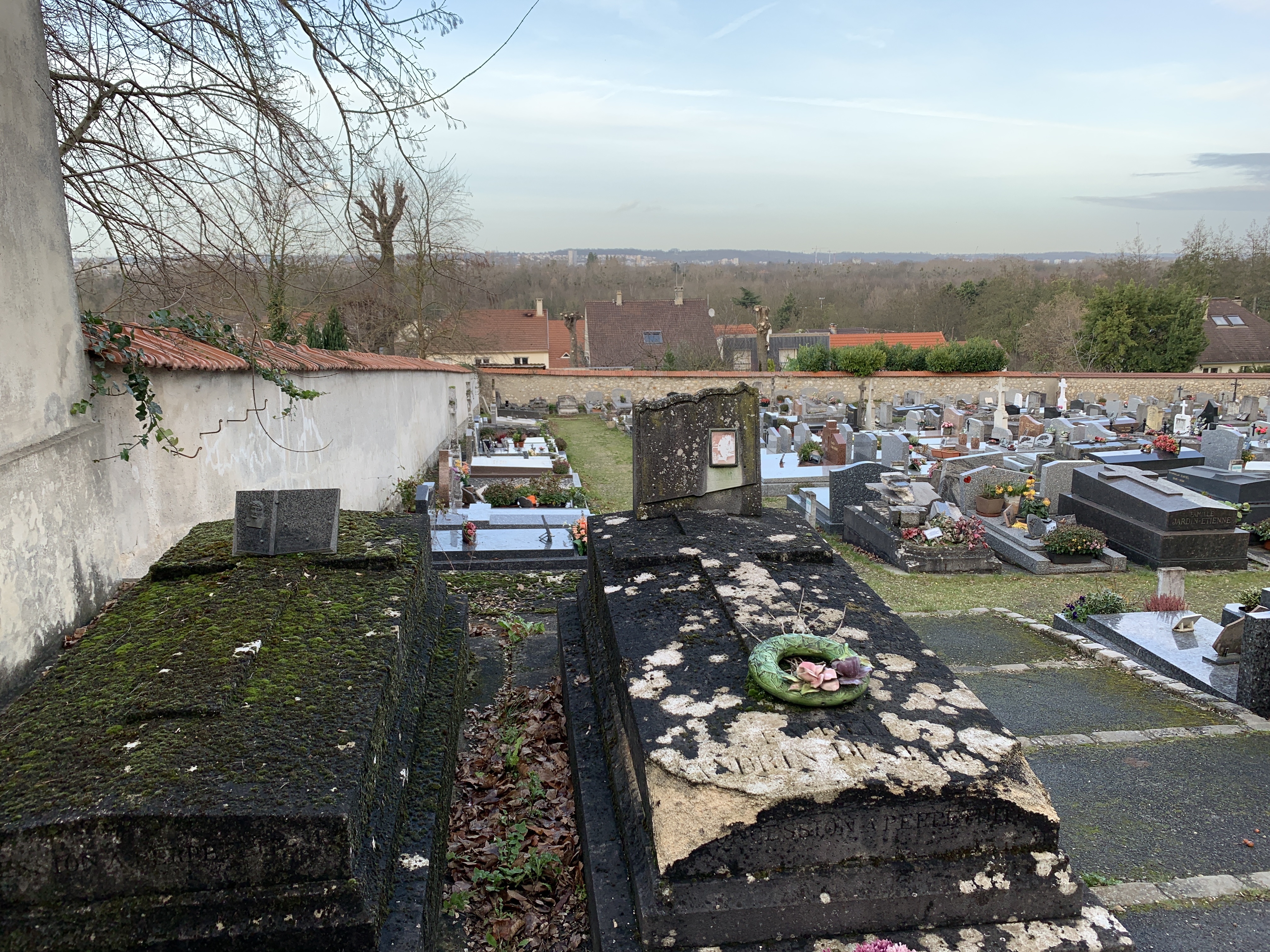
Anciennes tombes

### Croix de cimetière de Noisy-le-Grand

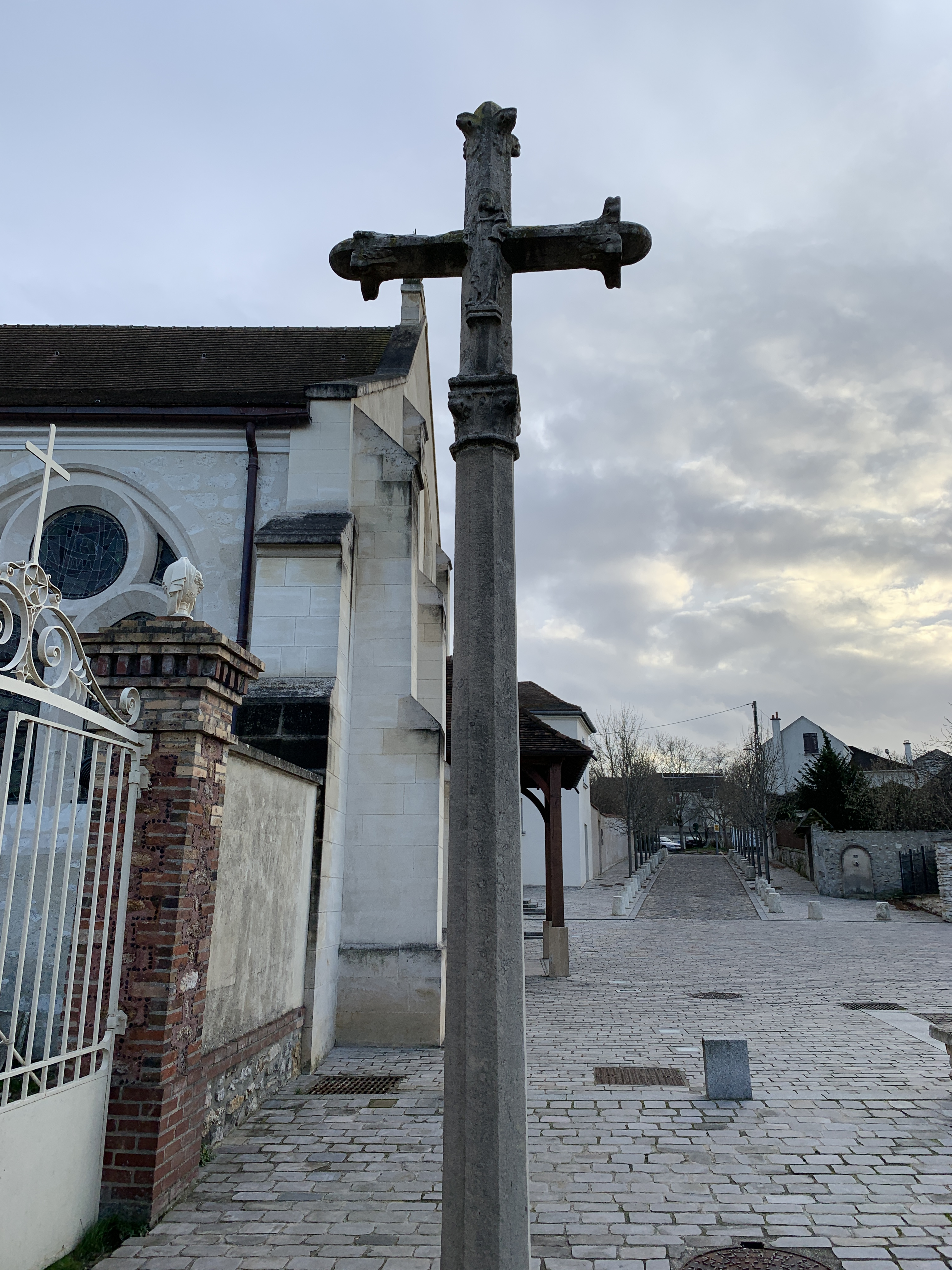
Croix carolingienne du cimetière ancien de Noisy-le-Grand.

La croix du cimetière à Noisy-le-Grand, placée dans le cimetière vers 1740, est classée depuis 1926. Elle date probablement de l’époque carolingienne et se trouvait auparavant dans la nécropole située rue des Mastraits. Sa présence est mentionnée au XIVe siècle sous le nom de « Croix de Dame Ysebael ».

## Personnalités
- Jean Constantin (1923-1997), chanteur ;
- Lucie Dolène (1931-2020), comédienne et chanteuse, épouse du précédent.